# Okres Hradec Králové
Der Okres Hradec Králové (deutsch Bezirk Königgrätz) ist ein Bezirk im Královéhradecký kraj in Tschechien. Bezirksstadt ist Hradec Králové.
Der Okres Hradec Králové befindet sich inmitten Ostböhmens. Nördlich hat er gemeinsame Grenzen mit Okres Jičín, Trutnov und Náchod, im Osten mit Okres Rychnov nad Kněžnou, im Süden mit Okres Pardubice (Region Pardubice) und im Westen mit der Mittelböhmischen Region und dessen Bezirken Okres Nymburk und Okres Kolín. Die Fläche beträgt rund 892 km². Er ist damit der drittkleinste Bezirk in der Region, nach der Einwohnerzahl allerdings der größte Bezirk mit etwa 166.989 Einwohnern (Stand 1. Januar 2023). (ca. 30 % Bevölkerung der Region). Die Bevölkerungsdichte beträgt 180 Einwohner/km². Der Bezirk besteht aus leichten Anhöhen mit etwa 132 bis 334 m ü. M. Das Klima ist angenehm, der Süden wärmer und trockener, der Norden leicht feucht.

## Wasser
Die wichtigsten Flüsse sind die Obere Elbe mit den Zuflüssen der Orlice, Cidlina und Trotina. Für die Bewässerung wichtig sind auch Mlýnský, Lužický und Piletický Bach. Die Wasserfläche nimmt ca. 2 % der Gesamtfläche ein.

## Boden
71,2 % des Bodens werden landwirtschaftlich genutzt, 16 % sind größtenteils mit Laubbäumen bewaldet (niedrigste Waldfläche im Kreis).

## Industrie
Es handelt sich um eine Industrieregion mit intensiver landwirtschaftlicher Nutzung. Industrie ist vor allem in der Bezirksstadt und den Landteilen Novobydžovsko, Chlumecko a Třebechovicko angesiedelt. Schwerpunkte sind Maschinenbau und Metallverarbeitung. In diesen Branchen ist etwa ein Viertel der Beschäftigten tätig.

## Landwirtschaft
Wichtiger Wirtschaftszweig ist die Landwirtschaft. 2/3 der Betriebe sind inzwischen privatisiert, ein Viertel wird als Genossenschaft betrieben. 739 Unternehmen bewirtschaften 58.000 Hektar Bodenfläche. Schwerpunkte sind Pflanzen- und Getreideanbau. In der Viehzucht dominiert die Schweinezucht.

## Wirtschaft
Im Bezirk befindet sich etwa ein Drittel aller Unternehmen des Kreises. Ende 2001 waren es 21.000. Größtenteils handelt es sich um Gewerbetreibende (69,3 %), gefolgt von beschränkt haftenden Gesellschaften (9,2 %). 14 % der Unternehmen sind Industriebetriebe, etwa ein Zehntel Bauunternehmen und 5,5 % landwirtschaftliche Betriebe.

## Beschäftigte
Etwa ein Viertel der Beschäftigten sind in der Industrie tätig, 13 % im Handel, etwa ein Drittel im Baugewerbe und 5 % in der Landwirtschaft. Etwa ein Fünftel ist in der öffentlichen Verwaltung beschäftigt.

## Bevölkerung
Der Bezirk verzeichnet eine hohe Konzentration der Bevölkerung in den Städten mit mehr als 5.000 Einwohnern. In vier Städten wohnen 72 % der Bevölkerung.

## Geschichte
Die historische Tradition ist durch die Königsstadt Königgrätz, die erstmals 1073 erwähnt wurde, recht stark geprägt. So findet man hier viele kulturelle und historische Denkmäler, zu denen unter anderem gehören:
- Zentrum von Hradec Králové mit dem gotischen Dom des Heiligen Geistes, dem Weißen Turm, der Kapelle des Hl. Kliment, dem barocken Rathaus und einer Vielzahl historischer Bauten.
- das gotische Schloss Hrádek bei Nechanice,
- das barocke Schloss Karlova Koruna in Chlumec nad Cidlinou
- neu restaurierte Kapelle Erscheinung der Jungfra in Smiřice

Am 1. Januar 2007 kamen die Gemeinden Jílovice, Ledce und Vysoký Újezd aus dem Okres Rychnov nad Kněžnou hinzu.

## Städte und Gemeinden
Babice – Barchov – Běleč nad Orlicí – Benátky – Blešno – Boharyně – Černilov – Černožice – Čistěves – Divec – Dobřenice – Dohalice – Dolní Přím – Habřina – Hlušice – Hněvčeves – Holohlavy – Hořiněves – Hradec Králové – Hrádek – Humburky – Hvozdnice – Chlumec nad Cidlinou – Chudeřice – Jeníkovice – Jílovice – Káranice – Klamoš – Kobylice – Kosice – Kosičky – Králíky – Kratonohy – Kunčice – Ledce – Lejšovka – Lhota pod Libčany – Libčany – Libníkovice – Librantice – Libřice – Lišice – Lodín – Lochenice – Lovčice – Lužany – Lužec nad Cidlinou – Máslojedy – Měník – Mlékosrby – Mokrovousy – Myštěves – Mžany – Neděliště – Nechanice – Nepolisy – Nové Město – Nový Bydžov – Obědovice – Ohnišťany – Olešnice – Osice – Osičky – Petrovice – Písek – Prasek – Praskačka – Předměřice nad Labem – Převýšov – Pšánky – Puchlovice – Račice nad Trotinou – Radíkovice – Radostov – Roudnice – Sadová – Sendražice – Skalice – Skřivany – Sloupno – Smidary – Smiřice – Smržov – Sovětice – Stará Voda – Starý Bydžov – Stěžery – Stračov – Střezetice – Světí – Syrovátka – Šaplava – Těchlovice – Třebechovice pod Orebem – Třesovice – Urbanice – Vinary – Vrchovnice – Všestary – Výrava – Vysoká nad Labem – Vysoký Újezd – Zachrašťany – Zdechovice